# Lázaro Reinoso
Lázaro Reinoso (n. 9 decembrie 1969) este un luptător ce a reprezentat Cuba, medaliat olimpic. A participat la o ediție a Jocurilor Olimpice (1992) în care a câștigat o medalie de bronz.

## Participări
Lista de mai jos prezintă principalele competiții la care a participat Lázaro Reinoso de-a lungul carierei.
- wrestling at the 1992 Summer Olympics – men's freestyle 62 kg[*]